# 佐野市立南中学校
佐野市立南中学校（さのしりつ みなみちゅうがっこう）は、栃木県佐野市植下町にある公立中学校。

## 概要
市内の中で最南端にある学校である。学区内には界地区、植野地区、船津川地区がある。

## 沿革

### 年表
- 1947年4月28日 - 新学制施行により佐野市立南中学校として開校。
- 1953年2月21日 - 校歌制定（戸倉広愛作詞、橋本武夫作曲）
- 1979年2月22日 - 「欅」を校木に指定
- 2009年6月13日 - 第1回ふるさとウォーキング

## 教育方針
- 教育目標
  - 自ら考える生徒
  - たくましく生きいる生徒
  - 思いやりのある生徒

## 部活動

### 運動部
- ソフトテニス部（男・女）
- 陸上競技部（男・女）
- バスケットボール部（男・女）
- バレーボール部（男・女）
- 卓球部（男・女）
- 野球部（男）
- ソフトボール部（女）
- サッカー部（男）
- 剣道部（男・女）
- 柔道部（男・女）
- 水泳部（男・女）

### 文化部
- 吹奏楽部
- 美術部
- コンピュータ科学部
- 合唱部（特設）